# Henk Vogels (Bogenschütze)
Henderikus Arnoldus Martinus „Henk“ Vogels (* 19. Juni 1964 in Eindhoven) ist ein ehemaliger niederländischer Bogenschütze.

## Karriere
Henk Vogels gewann bei den Europameisterschaften 1990 und den Weltmeisterschaften 1993 Bronze mit der niederländischen Mannschaft. Bei den Olympischen Spielen 1992 in Barcelona belegte er im Einzelwettbewerb Rang 34 und wurde im Mannschaftswettbewerb mit dem niederländischen Team Neunter. Es folgten Bronze im Einzel bei den Europameisterschaften 1992 sowie Silber bei den Europameisterschaften 2000. Bei den Olympischen Spielen 2000 in Sydney klassierte Vogels auf Platz 57 im Einzelwettbewerb. Mit Wietse van Alten und Fred van Zutphen wurde er erneut Neunter im Mannschaftswettbewerb. 2004 sicherte sich Vogels in Brüssel EM-Gold mit der niederländischen Mannschaft.